# Байка (ткань)
Ба́йка (лат. badius — «каштановый», «светло-коричневый») — мягкая, рыхлая, тяжёлая, обычно гладкокрашеная хлопчатобумажная ткань с густым двусторонним начёсанным ворсом. Плотная грубосуконная шерстяная байка выпускается с ворсом по лицевой стороне. Обладает высокими теплозащитными свойствами.
Байка появилась в России в начале XVIII века, первоначально как гладкокрашеная ткань каштанового цвета из шерсти. Из неё шили домашние сюртуки и куртки. В повести «Метель» А. С. Пушкина в байковую куртку и колпак одет Гаврила Гаврилович. У М. Н. Загоскина в романе «Кузьма Петрович Мирошев» фигурирует кофейного цвета немецкий кафтан из байки. Позднее появилась байка других цветов и даже в клетку. В конце XVIII века из чёрной байки, не имевшей поверхностного блеска, шили одежду для глубокого траура. Как указывается в «Замечательных чудаках и оригиналах» М. И. Пыляева, модники 1840-х годов одевались в «джентльмен-рейтарские костюмы» и чёрные пальто, подбитые сине-жёлтой клетчатой байкой. Со второй половины XIX века байку ткали из хлопка.
Из хлопчатобумажной байки, часто с печатным узором, шьют женскую и детскую тёплую одежду и бельё, спортивные костюмы, портянки и подкладку к кожаным пальто и одеяла. В пижаму из пунцовой байки в психиатрической больнице одевают Ивана Бездомного. Из шерстяной байки шьют женские и детские демисезонные пальто.